# L'Amour médecin
L'Amour médecin est une comédie-ballet en trois actes et en prose écrite par  Molière sur une musique de Jean-Baptiste Lully, représentée pour la première fois au château de Versailles par ordre du Roi le 14 septembre 1665, et donnée ensuite à Paris au Théâtre du Palais-Royal le 22 septembre 1665 par la troupe du Roy. Il s'agit de la première pièce mise en scène par la troupe de Molière en tant que troupe du Roy.

## Résumé
Acte I. Sganarelle explique à ses voisins Aminte, Lucrèce, M. Josse et M. Guillaume que sa fille Lucinde est inexplicablement déprimée. Ils lui donnent des conseils intéressés qu'il n'apprécie pas. Lucinde arrive et Sganarelle, pour lui remonter le moral, promet de lui offrir tout qu'elle voudra. Quand elle déclare qu'elle voudrait se marier, il se met en colère, ne veut rien entendre et s'en va. Plus tard, dans un monologue, Sganarelle admet que sa raison de refuser la demande de Lucinde est qu'il ne supporte pas l'idée de la donner à un autre homme, un homme qui hériterait également de la fortune de Sganarelle. Lucinde et sa suivante Lisette décident de jouer un tour à Sganarelle pour le punir de son égoïsme. À la fin de la dernière scène, Lucinde fait semblant d'être malade, obligeant Sganarelle à faire appel à des médecins.
Acte II. Les médecins arrivent et parlent de leurs déplacements quotidiens. Tomès apprend qu'un de ses anciens patients est mort, et s'emporte contre le défunt car il n'est pas mort selon les règles. Ils admettent qu'ils se soucient plus de suivre les procédures que de sauver des vies. On fait venir Lucinde, et les médecins l'examinent. Tomès et Des Fonandrès sont en désaccord sur le traitement à suivre: le premier préconise une saignée, tandis que le second recommande l'utilisation d'un émétique. Pendant que les deux discutent âprement, Bahys et Macroton informent Sganarelle que, malgré leurs meilleurs efforts, sa fille mourra certainement ; mais ils trouvent que Sganarelle pourra se consoler en sachant que sa fille sera morte selon les règles. Au désespoir, Sganarelle décide d'acheter de l'orviétan, un remède de charlatan qui est débité dans les rues. Il est sous-entendu que ce faux médicament n'a aucun effet sur Lucinde.
Acte III. Clitandre arrive déguisé en médecin et s'occupe rapidement de Lucinde. Impressionné par ce jeune médecin, Sganarelle lui demande quelle est la mystérieuse maladie. Clitandre déclare que c'est un cas grave de dépression et que seul un mariage fictif lui remontera le moral. Il annonce qu'il va tromper Lucinde en lui faisant croire qu'elle et lui vont se marier. Sganarelle signe un contrat de mariage qu'il croit faux et qui accorde au couple 20,000 écus de dot. Les deux amants s'en vont finir leur mariage à l'église la plus proche. Sganarelle organise une fête pour célébrer le rétablissement de Lucinde. C'est alors qu'il est informé par Lisette que Clitandre et Lucinde ont vraiment été mariés, et que c'est lui qui a été trompé. Sganarelle se met en colère et veut courir après sa fille, mais il est retenu par les fêtards ; et les festivités se poursuivent dans la nuit.

## Les Médecins
Monsieur Tomès : Favorise la saignée comme traitement.
Monsieur Des Fonandrès : Préfère l'émétique comme traitement.
Monsieur Macroton : En parlant, allonge chaque mot de manière exagérée.
Monsieur Bahys : Parle avec un problème de bégaiement.
M. Filerin : Un médecin puissant et très respecté. Dit à Tomès et Des Fonandrès de ne pas se disputer devant les malades, car cela pourrait faire comprendre au public que la médecine n'est que fraude et supercherie.
Les médecins estiment qu'il est plus important de suivre les règles établies par des médecins célèbres comme Hippocrate que de sauver le patient. Toute modification des procédures ruinerait leur réputation. Toujours soucieux de gagner de l'argent, ils sont en fait des charlatans qui n'ont aucune connaissance utile de la médecine. Tous les cinq sont inspirés de médecins réels contemporains de Molière, et le public de son temps les a facilement reconnus ; car tout en eux, même leurs noms grecs, forgés par Nicolas Boileau à la demande de son ami Molière, désigne des particularités bien identifiables. M. Des Fonandrès, par exemple, est Des Fougerais, qui fut premier médecin de Madame et d'autres grands de la cour. Le nom Des Fonandrès signifie "tueur d'hommes" en grec.
Ces médecins visés par Molière s'en plaignirent au roi. Louis XIV aurait répondu aux doléances : "Les médecins font assez souvent pleurer, pour qu'ils fassent rire quelquefois."

## Quelques répliques
« Sans doute, et j'ai connu un homme qui prouvait, par bonnes façons, qu'il ne faut jamais dire : une telle personne est morte d'une fièvre et d'une fluxion sur la poitrine, mais : elle est morte de quatre médecins et de deux apothicaires. » (Lisette, acte 2, scène 1)
« Il vaut mieux mourir selon les règles, que de réchapper contre les règles. » (M. Bahys, acte 2, scène 1)

## Distribution
| Acteurs                                    |              |                 |                                                   |
| Personnage                                 | Création     | 1913            | 1918                                              |
| Sganarelle, père de Lucinde                | Molière      | Antoine Cariffa | Emile Chifoliau                                   |
| Aminte, voisine de Sganarelle              |              | Blanche Albane  | Lucienne Bogaert                                  |
| Lucrèce, nièce de Sganarelle               |              | Gina Barbieri   | Valentine Tessier                                 |
| Monsieur Guillaume, vendeur de tapisseries |              | Roger Karl      | Robert Bogaert                                    |
| Monsieur Josse, orfèvre                    |              | Shiel Bardy     | Marcel Millet                                     |
| Lucinde, fille de Sganarelle               |              | Suzanne Bing    | Madeleine Geoffroy                                |
| Lisette, suivante de Lucinde               |              | Jane Lory       | Jane Lory                                         |
| Monsieur Tomès, médecin                    |              | Lucien Weber    | Marcel Vallée                                     |
| Monsieur des Fonandrès, médecin            | Louis Béjart | Charles Dullin  | François Gournac                                  |
| Monsieur Macroton, médecin                 |              | Louis Jouvet    | Louis Jouvet                                      |
| Monsieur Bahys, médecin                    |              | Romain Bouquet  | Lucien Weber                                      |
| Monsieur Filerin, médecin                  |              | Jacques Copeau  | Robert Casa                                       |
| Clitandre, amant de Lucinde                |              | Armand Tallier  | Jean Sarment                                      |
| Un notaire                                 |              | Georges Roche   | André Chotin                                      |
| L'opérateur, orviétan                      |              |                 |                                                   |
| Plusieurs trivelins et scaramouches        |              |                 | Jessmin Howarth, Champagne Jacques Vildrac, Bossu |